# Eloi Martín i Casanovas
Eloi Martín i Casanovas   (Sabadell, 1995) és un activista, monologuista i actor transsexual de Sabadell, graduat en Humanitats i Minor de gènere per la Universitat Autònoma de Barcelona. En les seves creacions barreja diferents llenguatges artístics com la dansa, la poesia o la música. És membre de Joves transsexuals de Barcelona i de la Crida per Sabadell, de l'associació LGTBI Ca l'Enredus de Sabadell, i ha treballat d'acomodador al Teatre Lliure. L'any 2019 fou candidat per la Candidatura d'Unitat Popular per Barcelona a les eleccions municipals.
Va donar-se a conèixer a la televisió amb el personatge d'Andrea a la sèrie Oh My Goig, de betevé (2017 - 2021). A la sèrie de TV3 Com si fos ahir interpreta des del 2022 el personatge del Jair, el primer personatge trans de la sèrie.